# Phloeograptis
Phloeograptis is een geslacht van vlinders van de familie tastermotten (Gelechiidae).

## Soorten
- P. brachynta Meyrick, 1904
- P. macrynta Meyrick, 1904
- P. zopherota Meyrick, 1904